# Splatoon
Splatoon (スプラトゥーン, Supuratūn) é um jogo eletrônico de tiro em terceira pessoa lançado pela Nintendo para Wii U em maio de 2015. O jogo gira em torno de personagens fictícios conhecidos como Inklings - um tipo de lula antropomórfica que pode se transformar tanto formas humanoides tanto em cefalópodes e consegue nadar através de uma tinta colorida pulverizada em superfícies do mapa do jogo usando vários tipos de armas baseadas em tinta. Splatoon possui vários modos de jogo distintos, incluindo um multiplayer online contra quatro jogadores e uma campanha de um único jogador.
Splatoon recebeu críticas positivas, com diversos críticos elogiando a decisão da Nintendo de entrar em um novo gênero com uma nova franquia. O estilo geral e apresentação do jogo, mecânicas de jogabilidade e sua trilha sonora também foram elogiados. No entanto, as críticas foram direcionadas à exclusão de um bate-papo de voz e lobbies privados, o pequeno número de mapas multiplayer no lançamento e problemas com matchmaking online. A Nintendo forneceu suporte pós-lançamento para o jogo adicionando novos mapas e armas e também um recurso para permitir que os usuários criem lobbies privados e realizou eventos limitados chamados "Splatfests". Splatoon foi indicado a vários prêmios por vários veículos de jogos. Uma sequência denominada Splatoon 2, foi lançada para o Nintendo Switch em julho de 2017.

## Jogabilidade
Splatoon é um jogo de tiro em terceira pessoa jogado em equipe, podendo ser jogado por oito jogadores em partidas on-line quatro-contra-quatro, embora o jogo também apresenta um-contra-um, partidas multijogador locais e uma campanha de um jogador contra  "monstros" chamados octarians. Os jogadores controlam personagens chamados Inklings, que têm a capacidade de mudar de forma, entre as formas humanoide e lulas. Em forma humanoide, Inklings podem atirar tinta na cor da sua equipe, que pode ser usada para cobrir o ambiente, jogadores ou inimigos. Transformar-se em lula permite aos jogadores nadar através da tinta da sua própria cor, mesmo nas paredes e também atravessa grades , escondendo-se do inimigo e reabastecer seu suprimento de tinta no processo. Por outro lado, na tinta do inimigo é muito mais lento e quase não anda,sua tela fica cheia da cor da tinta do adversário. Em todos os modos, os jogadores podem usar o Wii U GamePad para ver o mapa dos arredores e lançar de imediato para o local um outro companheiro de equipe.

### Campanha
Octo Valley é a campanha single player do jogo em que os jogadores devem resgatar The Great Zapfish, fonte do poder de Inkopolis, dos maus Octarians. O jogador assume o papel da Agente 3, uma Inkling sem nome recrutado pelo veterano de guerra Capitão Cuttlefish para realizar essa tarefa. Os jogadores usam uma arma padrão para este modo, o que pode ser melhorado com atualizações ou bombas adicionais por coletar "ovos"de energia espalhados através de cada nível. O objetivo de cada nível é para navegar através dos inimigos e obstáculos, incluindo plataformas esponjosas, robôs que se alimentam de tinta e carris-tinta, a fim de alcançar o Zapfish no final.

### Multijogador
Multiplayer online é dividido em tipos de jogos regulares e classificados. Cada um destes tipos de batalha passa por uma rotação de dois mapas, que mudam de quatro em quatro horas.
Turf War: Modo tradicional, onde o principal objetivo é cobrir a maior área possível com a cor da sua equipe numa batalha de três minutos. Vence o time que pintar a maior parte do local antes do tempo acabar.
Splat Zones: Modo de estilo livre onde as equipes tentam controlar áreas designadas e mantê-las cobertos de tinta por um determinado período de tempo.No caso,100 segundos. Uma equipe ganha se eles obtêm seu contador a zero, ou se eles têm o menor tempo restante em seu contador quando o tempo acaba.
Tower Control: Modo em que as equipes devem capturar e escoltar uma torre flutuante localizado no centro do mapa para um alvo no final do mapa dos adversários. O vencedor é o que traz a equipe de torre todo o caminho até o final do oponente, ou o mais próximo fica a ele antes do tempo acabar.
Rainmaker: Modo semelhante a capturar a bandeira, em que os jogadores devem capturar o totem titular,que também é uma arma, e trazê-lo para um alvo no final do mapa dos adversários. O titular da Rainmaker não pode dar super salto, mas tem acesso a um ataque de carga similar ao Inkzooka(bazuca de tinta usado como poder especial).
Batalha Dojo: Modo multiplayer local, dois jogadores competem para estourarem o maior número de balões, com um jogador usando o Wii U GamePad e o outro usando a TV com um controlador de Wii U Pro ou Wii Classic Controller ou qualquer controlador em conjunto com um Wii MotionPlus habilitado para recriar controles giroscópicos do gamepad.

### Splatfest
Em alguns sábados, aproximadamente a cada 3 ou 4 semanas, ocorria no jogo um evento chamado Splatfest. Eram confrontos temáticos regionais com a duração de 24 horas, onde os jogadores escolhiam um time, que não poderia ser alterado durante o evento, para se enfrentar no modo Turf War. Para tal, eram apresentados três mapas, que não se alteravam de quatro em quatro horas, diferente dos dias normais. No dia seguinte ao evento, os pontos dos times eram somados, levando em consideração a popularidade e as vitórias, e os jogadores participantes recebiam uma recompensa de acordo com o seu desempenho pessoal e o do time escolhido. Teve sua última edição com uma duração maior, entre os dias 22 e 24 de julho de 2016, com tema baseado nas Squid Sisters Callie e Marie. Hoje, sem o evento, o gato Judd se tornou o fornecedor de Super sea Snails, item que serve para acrescentar slots("lugares"onde se pode colocar uma habilidade como força,com ajuda de Spike) de habilidades aos trajes e acessórios, e era adquirido como recompensa nas Splatfests.

### Amiibo
Splatoon é apenas compatível com os Amiibo do próprio jogo, existem cinco disponíveis, Inkling Boy, Inkling Girl, Inkling Squid, Callie e Marie. Ao passar o Amiibo de um Inkling no Gamepad, o jogador receberá missões especiais. Ao completar estas missões, os jogadores ganharão equipamentos e armas exclusivas. Ao utilizar amiibo das Squid Sisters, a praça principal do jogo fica com o visual das extintas Splatfests, onde Callie e Marie cantam suas músicas, acompanhadas de diferentes coreografias. Além de 5 músicas já conhecidas da dupla, cada amiibo também desbloqueia uma música solo inédita de Callie ou Marie.